# WFTV
WFTV pour Florida TeleVision est une station de télévision américaine affilié au réseau ABC détenue par Cox Media Group et située à Orlando en Floride.

## Télévision numérique terrestre
| Canal virtuel | Image | Aspect | Programmation                       |
| ------------- | ----- | ------ | ----------------------------------- |
| 9.1           | 720p  | 16:9   | Programmation principale WFTV / ABC |
| 9.2           | 480i  | 16:9   | Laff (en)                           |
| 9.3           | 480i  | 16:9   | Ion Mystery (en)                    |